# Biserica Sfântul Dimitrie din Ștefănești-Târgu Dealului
Biserica Sfântul Dimitrie se află în cătunul Târgu Dealului al orașului Ștefănești, județul Argeș și a fost ctitorită în jur de anul 1784.

## Istoric
A fost ctitorită de către egumenul Mănăstirii Argeșului, Partenie, în anul 1784, ca metoc al catedralei de la Curtea de Argeș. Slujitor fiind episcopul Ilarion al Argeșului, sfetnic de taină al lui Tudor Vladimirescu, eteriștii pun tunul pe biserică, pricinuindu-i pagube; părăginită (1821-1828), refăcută; avariată de cutremurul din 1888 și de bombardamentele germane din toamna anului 1916, a fost renovată de Ionel Brătianu și enoriași (1922-1925); avariată de cutremurul din 1977, consolidată (1977-1979); afectată de cutremurul din 1986; ultimele reparații au fost efectuate prin osârdia preotului paroh Dumitru Nistor. 